# Бондаренко, Виктор Терентьевич
Виктор Терентьевич Бондаренко (24 января 1941 — 27 декабря 2013 гг.) — фразеолог, доктор филологических наук, профессор Тульского государственного педагогического университета имени Л. Н. Толстого, издал более 150 научных работ (среди которых две монографии, несколько учебно-методических пособий, учебник по фразеологии, словарь), был членом двух диссертационных советов (в университетах Курска и Великого Новгорода), В. Т. Бондаренко возглавлял в ТГПУ им. Л. Н. Толстого научную школу по проблемам фразеологии, под его руководством были написаны и защищены несколько кандидатских диссертаций.

## Биография
В. Т. Бондаренко родился в Сталиногорском (ныне Новомосковском) районе Тульской области. После службы в армии он в 1964 г. поступает в Тульский педагогический институт, после его окончания становится аспирантом кафедры русского языка, а в 1975 г. в Калининском государственном университете защищает кандидатскую диссертацию «Предикативные фразеологические единицы с грамматическим значением состояния в современном русском языке». Развивая идеи своего учителя В. Л. Архангельского — одного из основателей фразеологии как науки, В. Т. Бондаренко в последующие годы упорно и последовательно изучает проблему варьирования устойчивых фраз на материале современного русского языка. Итогом этой вдумчивой и подчинённой одной основополагающей цели деятельности стала успешная защита в 1995 г. докторской диссертации «Варьирование устойчивых фраз в русской речи» в Московском открытом педагогическом университете и публикация одноимённого учебного пособия по спецкурсу (Тула, 1995). Данная проблематика получила глубокое и разноаспектное освещение в ряде научно значимых статей В. Т. Бондаренко, в том числе опубликованных в разные годы в журналах «Русский язык в школе» (1985, № 4; 1990, № 3; 2004, № 6; 2009, № 5), «Филологические науки» (1990, № 1), а также в зарубежных изданиях.
Ценным вкладом как в теорию фразеологии в целом, так и одну из определяющих вех в развитии особого её направления, которое условно можно назвать функциональной паремиологией, явилась его монография «Устойчивые фразы в русской речи» (Тула, 2011). В ней нетривиально и разносторонне, с привлечением собственного, а не взятого из вторых или третьих рук материала освещена одна из фундаментальных проблем фразеологии — проблема варьирования её единиц и категорий, особенно в синтагматическом плане, что прежде было исследовано меньше всего.
Последней книгой профессора Бондаренко стал словарь «Ответные реплики в русской диалогической речи» (Тула, 2013), идею которого автор вынашивал в течение многих лет. Этот труд не имеет аналогов в отечественном словарном деле; помимо бесспорной оригинальности, он отмечен печатью лексикографического таланта и новаторства автора. Это один из редких словарей, имеющих прагматическую направленность и отражающих при этом уникальный пласт русской лингвокультуры.
В течение более 40 лет В. Т. Бондаренко работал в Тульском государственном педагогическом институте (университете) им. Л. Н. Толстого, пройдя долгий и нелёгкий путь от ассистента до заведующего кафедрой и профессора.

## Научные труды
- Учебное пособие для филологических специальностей вузов «Русский язык: Лексикология. Фразеология» (ISBN 5-87954-083-9)
- Докторская диссертация «Варьирование устойчивых фраз в русской речи» (ISBN 5-87954-055-3)
- Словарь «Ответные реплики в русской диалогической речи» (ISBN 978-5-87954-810-5) вышел в свет в самом конце 2013 года. Словарь представляет собой плод многолетнего труда автора и является во многом инновационным. В нём впервые собраны и описаны устойчивые словесные формулы, употребляющиеся в функции ответных реплик-реакций на реплики-стимулы. Лексикографическая разработка ответных реплик производится в непосредственном единстве с описанием стимулирующих реплик: Как дела? — Как сажа бела / Дела идут, контора пишет / Кручусь, как юла и др.

В словарь вошло более 900 клишированных единиц диалогической речи, выражающих реакцию говорящего лица на «чужое» слово.
Источниками послужили всевозможные словари русского языка (в которых, однако, подобные комплексы встречаются крайне редко), классическая и современная художественная литература, публицистика, живая разговорная речь.
С точки зрения формы ответные реплики представляют собой как лексические, так и фразеологические единицы, причём фразеореплики преобладают.
Содержательная сторона ответных высказываний отличается ярко выраженным семантическим своеобразием, в частности насыщенностью их семантики прагматической (коннотативной) информацией.
Назначение ответных реплик в речи разнообразно. Главная их функция, по мнению автора словаря, — дать оценку словам собеседника. Одни ответные реплики выражают неодобрительное отношение к собеседнику, указывают на нежелательность общения, неуместность вопроса и т. п. (Кто? — Конь в пальто!). Другие, напротив, наделены этикетной функцией и используются говорящим для того, чтобы поддержать речевое взаимодействие, установить контакт (Как жизнь? — Грех жаловаться.).
Нельзя не обратить внимания ещё на одну яркую черту ответных реплик: во многих из них функция языковой игры, нацеленность на смеховое воздействие выходит на первый план (Ну! — Баранки гну!).
Важной особенностью содержательного плана устойчивых комплексов, представленных в словаре, является их культурно-национальная маркированность, что делает материал словаря очень интересным и ценным в этнокультурном плане. Многие слова-стимулы выражают понятия, ключевые для русского национального сознания, концепты, имеющие особенное значение для русской культуры (неудобно, стыдно, жалко, авось), а ответные реплики, в свою очередь, несут информацию о специфике русского менталитета, о стереотипах мышления русского человека, о его жизни, культурных установках, системе ценностей, особенностях коммуникативного поведения.
Особо следует отметить, что среди ответных реплик, собранных и включённых в словарь автором, есть немало выражений, относящихся к числу грубых, вульгарно-обсценных. Относительно возможности лексико- и фразеографической разработки подобных выражений сложилось неоднозначное отношение в науке: не все учёные считают, что их стоит собирать и изучать. Создавая словарь, В. Т. Бондаренко исходил из того, что фиксировать в словаре грубые и даже нецензурные выражения необходимо, так как в русской культурно-бытовой сфере, хотим мы этого или нет, подобные устойчивые комплексы функционируют весьма продуктивно, обладая высокой степенью экспрессивной заряженности и смехового воздействия на адресата, а также высокой частотностью. Большинство из них прежде не фиксировалось словарями. В этом отношении книга «Ответные реплики в русской диалогической речи» также обладает безусловной новизной, так как подобные выражения в ней составляют не менее четверти всех единиц. Эвфемизация ответных реплик с обсценными компонентами достигается в словаре традиционным способом: нецензурный элемент сокращается до начальной буквы, а пропуск остальных букв кодируется многоточием.
Материал располагается в словаре по алфавиту слов-стимулов, после которых может следовать как одна ответная реплика, так и целая группа синонимичных единиц.
В словаре даётся семантическая и стилистическая характеристика и реплик-стимулов, и реплик-рефлексов. Стилистическая характеристика единиц дополняется эмоционально-оценочной в виде соответствующих помёт: сниженное, шутливое, презрительное, насмешливое, ироничное, одобрительное, неодобрительное и т. п.
Широко представлено в словаре варьирование ответных фразеореплик — их яркая, характерная черта.
Иллюстративный материал, являющийся обязательной частью большинства словарных статей, весьма разнообразен и репрезентативен.
В приложении в алфавитном порядке дан список всех вошедших в словарь ответных реплик с указанием в скобках реплик-стимулов.
Словарь адресован не только специалистам, занимающимся проблемами фразеологии, не только лингвистам и не только филологам, но и всем, кто интересуется живой русской речью.

## Статьи и монографии
- Монография «Устойчивые фразы в русской речи» (ISBN 978-5-87954-592-0)

### Статьи
- «Ответные фразеологические реплики русской речи как объект лексикографического описания»
- «Ответные реплики как источник языковой игры» (УДК 8.811.161.1)
- «О некоторых особенностях коммуникативного поведения русских»
- «О структурном варьировании устойчивых фраз» (УДК 801.56)
- «О смехе в русской фразеологии» (УДК 811.161.1 ББК 81.2 Рус-3)
- «О грамматической трансформации устойчивых фраз в русский речи»
- «О варьировании пословично-поговорочных выражений в речи»
- «Лексическое варьирование устойчивых фраз на основе эвфемизации и дисфемизации» (УДК 801.56)
- «Импликация устойчивых фраз в русской речи: способы и результаты (на материале языка современных СМИ)»

## Статьи о Бондаренко В.Т
- Архангельская Ю. В. Виктор Терентьевич Бондаренко: памяти учёного, учителя и друга (1941—2013) // Вестник Новгородского государственного университета имени Ярослава Мудрого. Сер.: Филологические науки. Великий Новгород, 2014. № 77. С. 249—250
- Архангельская Ю. В. Вступительная статья // Фразеология: вчера, сегодня, завтра: Межвуз. сб. науч. тр. в честь 70-летия д-ра филол. наук, профессора В. Т. Бондаренко. — Тула, 2011. — С. 5-6
- Архангельская Ю. В. Словарь В. Т. Бондаренко «Ответные реплики в русской диалогической речи» как источник этно- и лингвокультурной информации (Тула: Изд-во Тул. гос. пед ун-та им. Л. Н. Толстого, 2013. — 339 с.) // ФИЛОLOGOS. — Выпуск 20 (1). — Елец: ЕГУ им. И. А. Бунина, 2014. — С. 87-88